# Kabinett Hoxha IV

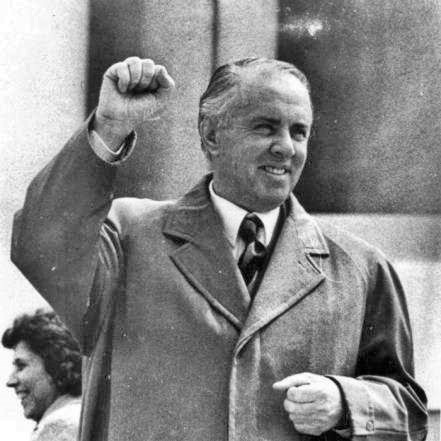
Enver Hoxha war von 1944 bis 1954 Vorsitzender des Ministerrates der Sozialistischen Volksrepublik Albanien

Das Kabinett Hoxha IV war eine Regierung der Sozialistischen Volksrepublik Albanien, die am 5. Juli 1950 von Ministerpräsident Enver Hoxha von der Partei der Arbeit Albaniens PPSh (Partia e Punës e Shqipërisë) gebildet wurde. Es löste das Kabinett Hoxha III ab und blieb bis zum 23. Juli 1953 im Amt, woraufhin es vom Kabinett Hoxha V abgelöst wurde.
Da das Kabinett Hoxha II unverändert war gegenüber der Vorgängerregierung, die nach der Ausrufung der Volksrepublik am 11. Januar 1946 zurückgetreten, aber bis zur Bildung einer neuen Regierung im März 1946 im Amt verblieben war, wurde diese nicht von allen als eigene Regierung gezählt. Folglich wird die im Juli 1950 gebildete Regierung zum Teil auch als Kabinett Hoxha III bezeichnet.
Am 28. Mai 1950 wurde in Albanien ein neues Parlament gewählt, worauf auch eine neue Regierung gebildet wurde.
Am 19. Februar 1951 ging bei der sowjetischen Botschaft in Tirana ein Sprengsatz hoch. In der Folge wurde Justizminister Manol Konomi entlassen, da er sich geweigert hatte, Todesurteile ohne vorgängigen Gerichtsprozess zu unterzeichnen.
Im Juli 1953 trat Omer Nishani als Parlamentspräsident zurück. Haxhi Lleshi übernahm sein Amt. Gleichzeitig wurde eine Regierungsumbildung beschlossen. Das Kabinett sollte von 21 auf 10 Ministerposten reduziert werden.
| Amt                                              | Amtsinhaber                                       | Beginn der Amtszeit                                            | Ende der Amtszeit                                              |
| ------------------------------------------------ | ------------------------------------------------- | -------------------------------------------------------------- | -------------------------------------------------------------- |
| Vorsitzender des Ministerrates                   | Enver Hoxha                                       | 05. Juli 1950                                                  | 23. Juli 1953                                                  |
| Stellvertretender Vorsitzender des Ministerrates | Tuk Jakova                                        | 05. Juli 1950                                                  | 23. Juli 1953                                                  |
| Stellvertretender Vorsitzender des Ministerrates | Mehmet Shehu                                      | 05. Juli 1950                                                  | 23. Juli 1953                                                  |
| Stellvertretender Vorsitzender des Ministerrates | Spiro Koleka                                      | 05. Juli 1950                                                  | 23. Juli 1953                                                  |
| Stellvertretender Vorsitzender des Ministerrates | Hysni Kapo                                        | 05. Juli 1950                                                  | 23. Juli 1953                                                  |
| Stellvertretender Vorsitzender des Ministerrates | Spiro Pano Gogo Nushi                             | 05. Juli 1950 06. September 1951                               | 05. März 1951 23. Juli 1953                                    |
| Stellvertretender Vorsitzender des Ministerrates | Manush Myftiu Bedri Spahiu                        | 11. April 1951 10. April 1952                                  | 10. April 1952 23. Juli 1953                                   |
| Außenminister                                    | Enver Hoxha                                       | 05. Juli 1950                                                  | 23. Juli 1953                                                  |
| Verteidigungsminister                            | Enver Hoxha                                       | 05. Juli 1950                                                  | 23. Juli 1953                                                  |
| Vorsitzender der Staatlichen Kontrollkommission  | Manush Myftiu                                     | 05. Juli 1950                                                  | 01. Januar 1951                                                |
| Innenminister                                    | Mehmet Shehu                                      | 05. Juli 1950                                                  | 23. Juli 1953                                                  |
| Justizminister                                   | Manol Konomi Manush Myftiu Bilbil Klosi           | 05. Juli 1950 05. März 1951 06. September 1951                 | 05. März 1951 06. September 1951 23. Juli 1953                 |
| Industrieminister                                | Rita Marko Adil Çarçani                           | 05. Juli 1950 05. März 1951                                    | 05. März 1951 23. Juli 1953                                    |
| Bergbauminister                                  | Zenel Hamiti Shefqet Peçi                         | 05. Juli 1950 28. November 1951                                | 28. November 1951 23. Juli 1953                                |
| Binnenhandelsminister                            | Kiço Ngjela                                       | 05. Juli 1950                                                  | 23. Juli 1953                                                  |
| Außenhandelsminister                             | Vasil Kati                                        | 05. Juli 1950                                                  | 23. Juli 1953                                                  |
| Finanzminister                                   | Abdyl Këllezi                                     | 05. Juli 1950                                                  | 23. Juli 1953                                                  |
| Minister für Materialwirtschaft und -beschaffung | Lefter Goga                                       | 05. Juli 1950                                                  | 11. April 1952                                                 |
| Landwirtschaftsminister                          | Iljaz Reka Hysni Kapo                             | 05. Juli 1950 06. September 1951                               | 06. September 1951 23. Juli 1953                               |
| Minister für Wälder                              | Gaqo Nesho                                        | 05. Juli 1950                                                  | 23. Juli 1953                                                  |
| Bauminister                                      | Rrapo Dervishi                                    | 05. Juli 1950                                                  | 23. Juli 1953                                                  |
| Bildungsminister                                 | Kahreman Ylli Bedri Spahiu                        | 05. Juli 1950 10. April 1952                                   | 10. April 1952 23. Juli 1953                                   |
| Gesundheitsminister                              | Medar Shtylla                                     | 05. Juli 1950                                                  | 23. Juli 1953                                                  |
| Kommunikationsminister                           | Shefqet Peçi Milo Qirko                           | 05. Juli 1950 28. November 1951                                | 28. November 1951 23. Juli 1953                                |
| Vorsitzender der Staatlichen Kontrollkommission  | Manush Myftiu Mehmet Shehu Josif Pashko Maqo Çomo | 05. Juli 1950 14. April 1951 06. September 1951 10. April 1952 | 11. April 1951 06. September 1951 10. April 1952 23. Juli 1953 |
| Vorsitzender der Staatlichen Planungskommission  | Koço Theodhosi                                    | 05. Juli 1950                                                  | 23. Juli 1953                                                  |